# NGC 4217
NGC 4217 este o edge-on galaxy⁠(d) situată în constelația Câinii de Vânătoare. A fost descoperită în 1788 de către William Herschel. Se află la o distanță de 18,88 megaparseci de Pământ.